# Velars-sur-Ouche
Velars-sur-Ouche – miejscowość i gmina we Francji, w regionie Burgundia-Franche-Comté, w departamencie Côte-d’Or.
Według danych na rok 1990 gminę zamieszkiwały 1422 osoby, a gęstość zaludnienia wynosiła 117 osób/km² (wśród 2044 gmin Burgundii Velars-sur-Ouche plasuje się na 157. miejscu pod względem liczby ludności, natomiast pod względem powierzchni na miejscu 791.).